# Drie-eenheidskathedraal (Kiev)
De Kathedraal van de Heilige Drie-eenheid (Oekraïens: Троїцький собор) is een Oekraïens-orthodoxe kathedraal in de Oekraïense hoofdstad Kiëv. De kathedraal werd in de jaren 1991-1997 gebouwd in de buitenwijken van de hoofdstad en behoort tot de grootste kerken van de stad. De wijding van de kathedraal vond plaats door Volodymyr, Metropoliet van Kiëv en heel Oekraïne op 17 juni 1997, de orthodoxe feestdag van de Heilige Drie-eenheid. Een grote, vier verdiepingen tellende, klokkentoren staat bij de kerk. De kerk is opgetrokken in de traditionele stijl van de Oekraïense barok.    